# Johannes Herman Frederik Umbgrove
Johannes Herman Frederik Umbgrove (5 février 1899 Hulsberg (Limbourg) – 14 juin 1954 Wassenaar), appelé en abrégé Jan Umbgrove, est un géologue néerlandais.

## Biographie
Umbgrove étudie la géologie à l'Université de Leyde, et termine ses études en 1926. Il est ensuite employé comme paléontologue pour le Dienst van de Mijnbouw in Nederlands Indië (Geological Survey of the Dutch East Indies), où il étudie les foraminifères et les coraux du Tertiaire. Il étudie également les volcans, la tectonique, la morphologie côtière et la bathymétrie des mers entourant les Îles de la Sonde.
À partir de 1929, il retourne à Leyde pour devenir l'assistant de son ancien professeur Berend George Escher. En 1930, il devient professeur de stratigraphie et de paléontologie à l'Université de Delft. Ses recherches sont à nouveau multidisciplinaires. Il étudie la paléogéographie des Indes néerlandaises à partir des données acquises par les levés gravitationnels de Felix Vening Meinesz, la paléontologie des coraux et des récifs coralliens, la tectonique, la géologie des Pays-Bas et la volcanologie. En raison de son vaste champ d'intérêt, il est l'un des premiers à considérer la Terre comme un système dynamique unique, une idée sur laquelle il écrit son livre Le pouls de la Terre en 1942. Un autre livre sur la paléontologie est publié en 1943. Il devient membre de l'Académie royale néerlandaise des arts et des sciences en 1946 .
Lorsqu'il tombe gravement malade en 1952, il continue à écrire depuis son lit jusqu'à sa mort le 14 juin 1954.